# Holzfaser
Holzfasern sind langgestreckte, axial angeordnete Holzzellen, die der Festigung des Holzes dienen. Der Faseranteil im Holz liegt bei den meisten Laubhölzern zwischen 50 und 60 %; hier spricht man von Libriformfasern. Bei den Nadelhölzern sind es die Längstracheiden, die 90–95 % des gesamten Nadelholzkörpers bilden.  Auch Einjahrespflanzen bilden verholzte Fasern aus, der Faseranteil ist jedoch deutlich geringer als bei Holz.
Faserstoffe für die Papierproduktion werden als Holzstoff bzw. Zellstoff bezeichnet.

## Eigenschaften
Holzfasern werden durch ihre Anordnung, die Form, die Wanddicke und -verdickung sowie ihre Länge charakterisiert. Die Nadelholzfasern sind länger als die Laubholzfasern, typische Werte sind 3,5–6 mm für Fichten-, Kiefer- oder Tannenfasern und 1–1,5 mm für Pappel-, Birke- oder Buchenfasern. Der Schlankheitsgrad (Verhältnis von Länge zu Dicke) beträgt bei den Nadelhölzern etwa 100, bei den Laubhölzern liegt er darunter, bei der Buche beispielsweise bei 38–60.

## Herstellung
Holzfasern werden meist aus entrindeten Hackschnitzeln (ggf. durch Zugabe von Abfallspänen) gewonnen. Durch  anschließendes Dämpfen, Kochen und chemisches oder mechanisches Aufschließen werden Einzelfasern, Faserbündel und Faserbruchstücke gewonnen. In der Praxis wird für die Zerfaserung des Holzes meist das Defibratorverfahren mit unterschiedlichen Zerfaserungsaggregaten (Refinern) eingesetzt. Hierbei handelt es sich um ein Scheibenverfahren, bei denen die vorgewärmten Hackschnitzel zwischen einer festen und einer rotierenden Mahlscheibe zerkleinert werden.

## Nutzung

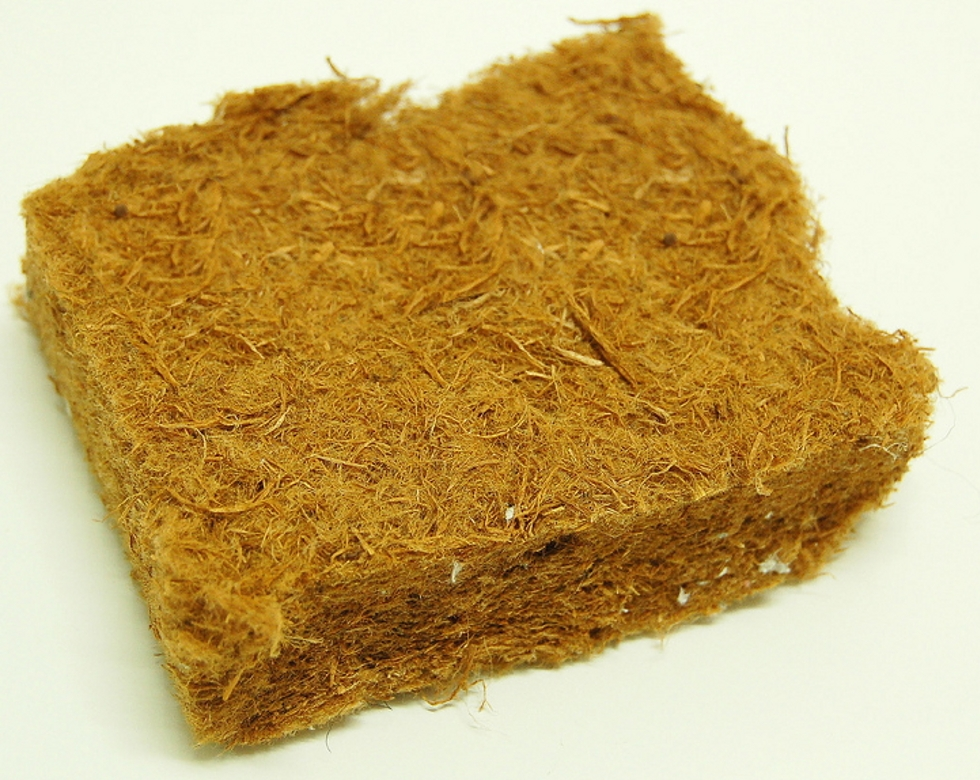
Holzfaserdämmstoff

Holzfasern werden in erster Linie für die Herstellung von  Holzfaserwerkstoffen verwendet. Harte Faserplatten werden im Fahrzeugbau und in der Möbelindustrie verwendet. In der Bauindustrie werden sie für Betonverschalungen, im Fertighausbau und im Innenausbau z. B. für Bodenplatten eingesetzt. Mitteldichte Faserplatten finden als Möbel- und Küchenfronten, im Laden- und im Lautsprecherbau Anwendung. Faserplatten niedriger Dichte werden insbesondere als Holzfaserdämmplatten eingesetzt.

## Wirtschaftliche Bedeutung
Einen großen Markt für Holzfasern stellen die Faserplatten dar. Deutschland ist führender Standort der Holzwerkstoffindustrie und insbesondere die Mitteldichte Faserplatte zählte in den letzten Jahren zu den am stärksten wachsenden Holzwerkstoffprodukten.  Nach einem starken Produktionsanstieg in den Jahren 2002–2005 brach die Produktion 2008 jedoch um 9,3 % im Vergleich zum Vorjahr ein: auf 3,9 Mio. m³. Bei den Naturdämmstoffen, die in Deutschland jährlich verbaut werden, belegen Holzfaserdämmstoffe mit einem Marktanteil von 60 % den ersten Platz. Darüber hinaus werden Holzfasern zu so genannten Non-wovens (Nicht-gewebten Textilien) verarbeitet. Ungefähr 27.000 t hiervon werden für die Automobilindustrie zu Vliesen und Filzen verarbeitet.

## Belege
1. ↑   Verband der deutschen Holzwerkstoffindustrie (VHI). Branchendaten 2008
2. ↑  Nachrichten-Portal Nachwachsende Rohstoffe (Memento des Originals vom 17. Januar 2015 im Internet Archive)  Info: Der Archivlink wurde automatisch eingesetzt und noch nicht geprüft. Bitte prüfe Original- und Archivlink gemäß Anleitung und entferne dann diesen Hinweis. Verband Holzfaser Dämmstoffe e. V. (VHD) vom 2. Dezember 2008
3. ↑  Michael Carus, Jörg Müssig, Christian Gahle: Naturfaserverstärkte Kunststoffe. Hrsg. von der Fachagentur Nachwachsende Rohstoffe e. V., Gülzow 2008 Download (PDF; 1,3 MB)